# Syro (cantante)
Syro, pseudonimo di Diogo Lopes (Lisbona, 23 febbraio 1995), è un cantante portoghese.

## Biografia
Syro si è avvicinato alla musica all'età di 12 anni prendendo lezioni di batteria; ha proseguito gli studi nel campo diplomandosi in canto jazz e moderno. Ha iniziato a pubblicare musica come batterista del gruppo Caelum.
Dal 2017 Syro pubblica anche musica da solista. Il successo del singolo Perto de mim (2020), certificato disco di platino dalla Associação Fonográfica Portuguesa con oltre 10 000 unità vendute a livello nazionale, lo ha portato a firmare il suo primo contratto discografico con la Sony Music Entertainment Portugal. Nel 2021 il suo album di debutto Genesis ha esordito al 4º posto nella classifica nazionale.
Syro è stato confermato fra i venti artisti partecipanti al Festival da Canção 2022, rassegna musicale che selezionerà il rappresentante portoghese all'Eurovision Song Contest, con il brano Ainda nos temos.

## Discografia

### Album in studio
- 2021 – Genesis
- 2023 – 11 11

### Singoli
- 2017 – Stay
- 2018 – Deixa passar
- 2019 – E agora
- 2019 – Sinto-me bem
- 2020 – Perto de mim
- 2020 – Acordar
- 2021 – Casa
- 2021 – Volta para ti (con Jimmy P)
- 2021 – Rio d'água (con Gisela João)
- 2022 – Ainda nos temos
- 2022 – Lágrimas
- 2022 – Sin perdón (con Polo Nandez)
- 2023 – Dor de amar (con Anda Pacheco)
- 2023 – Podia jurar
- 2023 – Brutos diamantes
- 2024 – Vamos ser
- 2024 – Coração (con David Carreira)
- 2024 – Ma chérie (con Mickael Carreira)
- 2025 – Castelo de cartas